# Harvey Haddix
Harvey Haddix (Medway, Ohio, 18 de septiembre de 1925-Springfield, Ohio, 8 de enero de 1994) fue un jugador profesional estadounidense de béisbol que se desempeñó en la posición de lanzador en las Grandes Ligas de Béisbol (MLB). Logró obtener tres Guantes de Oro.

## Carrera
Haddix jugó como profesional cinco temporadas en St. Louis Cardinals (1952-1956), después pasó a Philadelphia Phillies (1956-1957), luego a Cincinnati Redlegs (1958), posteriormente a Pittsburgh Pirates (1959-1963), y finalmente, a Baltimore Orioles, donde jugó dos temporadas (1964-1965), y fue el equipo en el que se retiró.

## Premios
Fue galardonado con el Guante de Oro en tres oportunidades (1958, 1959 y 1960).